# Sidi Chaib
Sidi Chaib (em árabe: سيدي شعيب), é uma comuna localizada na província de Sidi Bel Abbès, Argélia. De acordo com o censo de 2008, a população total da cidade era de 4 411 habitantes.